# Willy Goddaert
Willy Goddaert (4 juli 1959) is een Belgische voormalige atleet, die gespecialiseerd was in de (middel)lange afstand. Hij nam driemaal deel aan de wereldkampioenschappen veldlopen en werd eenmaal Belgisch kampioen.

## Biografie
Goddaert nam in 1982 op de 1500 m deel aan de Europese indoorkampioenschappen. Hij werd uitgeschakeld in de series.
In 1986 werd Goddaert Belgisch kampioen op de 5000 m. Tussen 1986 en 1990 nam hij driemaal deel aan de wereldkampioenschappen veldlopen, maar eindigde nooit bij de eerste honderd.
Hij was aangesloten bij Vlierzele Sportiek en na de fusie bij Vrienden in Toekomst Atletiek (VITA).

## Belgische kampioenschappen
| onderdeel | jaar |
| --------- | ---- |
| 5000 m    | 1986 |

## Persoonlijke records
| Onderdeel | Prestatie | Datum            | Plaats  |
| --------- | --------- | ---------------- | ------- |
| 1500 m    | 3.40,62   | 13 juli 1986     | Brussel |
| 5000 m    | 13.55,28  | 10 augustus 1986 | Brussel |

## Palmares

### 1500 m
- 1982: 6e series EK indoor in Milaan - 3.44,13
- 1982:  BK AC - 3.43,11

### 5000 m
- 1986:  BK AC - 13.55,28

### veldlopen
- 1986: 113e WK in Neuchatel
- 1987: 135e WK in Warschau
- 1990: 152e WK in Aix-les-Bains